# Pharmacie hospitalière
Pour les articles homonymes, voir PUI.

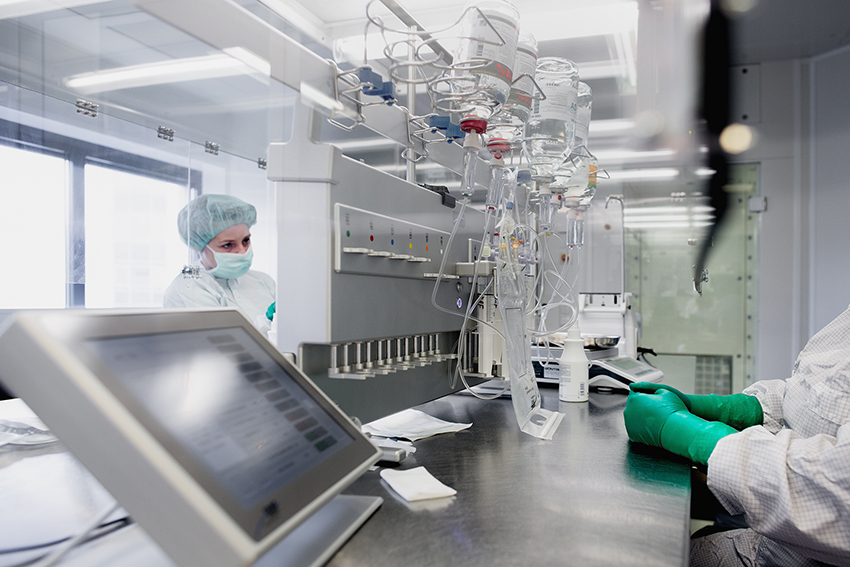
Préparation de nutrition parentérale dans une pharmacie hospitalière allemande.

La pharmacie hospitalière est une branche de la pharmacie pratiquée à l'hôpital ou dans une collectivité (clinique privée, etc.). À la différence de son collègue exerçant dans une officine en ville, le pharmacien hospitalier exerce au sein d'une pharmacie à usage intérieur (PUI), intégrée à l'établissement hospitalier.
Différentes fonctions concernant les médicaments et les dispositifs médicaux sont confiées au pharmacien hospitalier :
- l'approvisionnement, la détention et la dispensation des médicaments et des dispositifs médicaux ;
- la préparation de certains médicaments (nutrition parentérale, reconstitution centralisée des chimiothérapies, radiopharmaceutiques), et de dispositifs médicaux stériles ;
- la dispensation aux patients hospitalisés et ambulatoires ainsi que les rétrocessions aux patients non hospitalisés ;
- le dosage, le suivi de la concentration sanguine (pharmacocinétique) et le contrôle de certains médicaments ;
- la pharmacovigilance et la sécurisation du circuit du médicament ;
- la matériovigilance (dispositifs médicaux) ;
- la formation et l'information des patients, mais aussi des médecins, des infirmiers, etc. (pharmacie clinique) ;
- la vérification de préparations et des dispensations effectuées par les préparateurs en pharmacie ;
- analyse de l'exactitude de l'ordonnance informatisée en correspondance avec la prescription médicale originale.